# Premiss
Premisser är antaganden, som utgör förutsättningar i en härledning. Om härledningen genomförs med giltiga slutledningar och om premisserna är sanna, så sägs slutsatsen vara sann. 
Om en av härledningens premisser är liktydig med dess slutsats föreligger petitio principii.